# Earth (canción de Lil Dicky)
«Earth» es una canción del rapero estadounidense Lil Dicky. Fue lanzada el 19 de abril de 2019. Todas las ganancias de la canción serán donadas a la Fundación Leonardo DiCaprio.

## Antecedentes
El 9 de abril de 2019, Dicky recurrió a Twitter para anunciar el lanzamiento de una nueva canción la semana siguiente. También se anunció que Justin Bieber volvería a la música como invitado en una nueva canción de Dicky.
La canción habla sobre la salud de la tierra. Bieber confirmó la canción en Twitter unos días después.

## Video musical
El 18 de abril, Dicky lanzó una vista previa del video, el cual se lanzó al día siguiente. El video musical presenta las voces de 30 celebridades, entre ellas Justin Bieber, Ariana Grande, Shawn Mendes, Katy Perry, Sia, Ed Sheeran, Leonardo DiCaprio y Miley Cyrus, entre otras. Cada celebridad, excepto DiCaprio, Kevin Hart (como el rapero Kanye West), Bad Bunny, Kris Wu, Meghan Trainor, Backstreet Boys, John Legend, PSY, Joel Embiid y Tory Lanez, representan un tipo diferente de animal, planta o virus.

## Vocalistas
Lista de cantantes con el papel que desempeñan en el video musical:
| - Lil Dicky - Humano - Justin Bieber - Babuino - Ariana Grande - Cebra - Halsey - Cachorro de León - Zac Brown - Vaca - Brendon Urie - Cerdo - Hailee Steinfeld - Hongo - Wiz Khalifa - Zorrillo - Snoop Dogg - Planta de Marihuana - Kevin Hart - Kanye West - Adam Levine - Buitres - Shawn Mendes - Rinocerontes - Charlie Puth - Jirafa - Sia - Canguro - Miley Cyrus - Elefante - Lil Jon - Almeja - Rita Ora - Lobo - Miguel - Ardilla - Katy Perry - Pony - Lil Yachty - VPH - Ed Sheeran - Koala - Meghan Trainor - India - Joel Embiid - África - Tory Lanez - China - John Legend, PSY, Bad Bunny, y Kris Wu - "Amamos La Tierra" - Backstreet Boys - Créditos - Leonardo DiCaprio - Él mismo |

## Historial de lanzamiento
| Región | Fecha                 | Formato                    | Discográfica                    | Ref.   |
| ------ | --------------------- | -------------------------- | ------------------------------- | ------ |
| Varios | 19 de febrero de 2019 | Descarga digital Streaming | Dirty Burd Commission Music BMG | [ 10 ] |